# سعاد عبد الله العنزي
سعاد عبد الله العنزي هي كاتبة وناقدة أدبية كويتية. حصلت على جائزة الدولة التشجيعية في مجال الدراسات اللغوية الأدبية والنقدية عن كتابها (نساء في غرفة فرجينيا وولف) لعام 2022.
حصلت سعاد على شهادة الدكتوراه في النقد الأدبي من جامعة مانشستر بالمملكة المتحدة، وتعمل عضو هيئة التدريس في قسم اللغة العربية في جامعة الكويت. نشر لها العديد من البحوث والدراسات، بالإضافة لكتابة مقالات في الصحافة العربية والكويتية منذ عام 2008.

## مؤلفاتها
كتابها «الهوية العربية بين التخييل والواقع» كان في الأساس أطروحة ماجستير قدمتها في جامعة برايتون في برنامج الفلسفة والنظرية النقدية عام 2011. ولها دراسة بعنوان تطبيقات نظرية «ما بعد الاستعمار» في رواية «موسم الهجرة إلى الشمال».
| م | العمل                                           | عام الإصدار | الناشر                             | عدد الصفحات | رقم تعريفي                             | مراجع                |
| - | ----------------------------------------------- | ----------- | ---------------------------------- | ----------- | -------------------------------------- | -------------------- |
| 1 | صور العنف السياسي في الرواية الجزائرية المعاصرة | 2010        | دار الفراشة للطباعة والنشر         | 322         | (ردمك 9789953878348)                   | [ 8 ] [ 9 ]          |
| 2 | رواية المرأة الكويتية في الألفية الثالثة        | 2012        | أثر للنشر والتوزيع                 | 79          | (ردمك 9782844096784، وردمك 2844096786) | [ 10 ] [ 11 ]        |
| 3 | الهوية العربية بين التخييل والواقع              | 2017        | دار كلمات للنشر والتوزيع           | 140         | (ردمك 9789996695292)                   | [ 12 ] [ 13 ] [ 14 ] |
| 4 | نساء في غرفة فرجينيا وولف                       | 2020        | دار نينوى للدراسات والنشر والتوزيع |             |                                        | [ 15 ]               |